# 新文化學生工作隊
新文化學生工作隊，簡稱新文化工作隊，與新文化基金會創辦人同樣是民進黨創黨元老的謝長廷，後因湧言會（海派）崛起不少重要成員被收編而沒落，轉而偏向組織經營和人才培育；成員主要有：徐國勇、趙天麟、姚文智、王定宇等派系所屬或友好成員。2014年中以臉書粉絲專頁經營。

## 起源
1992年由謝長廷創立，旗下有壘球隊、登山隊、學生工作隊培養新生代的人才，包括前行政院院長謝長廷的辦公室主任林耀文、前臺北市立法委員姚文智、前高雄市立法委員趙天麟、現任新北市立法委員李坤城與不少立委助理，都出身自此。
強調從文化哲學的角度提出「和解共生」、「四大優先」（臺灣優先、文化優先、環境優先、弱勢優先）、「社群主義」、「命運共同體」等新文化思維。透過工作隊和研習營，對公共事務有興趣的年輕人有接觸政治的管道，不需要靠背景；除了讓學生認識各地文化，也了解謝長廷的理念。

## 外部連結
- 新文化學生工作隊 （页面存档备份，存于）
- 台灣維新影子政府
- 新文化基金會 （页面存档备份，存于）